# クローヴィス文化

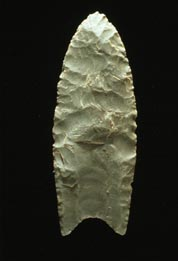
クローヴィス尖頭器

クローヴィス文化以前のサイトを示すアメリカの地図。

クローヴィス文化（Clovis culture、リャノ文化複合Llano complexとも）は、後期氷期の終わり、放射性炭素年代測定によると13000B.P.（クローヴィス層と呼ばれる地層。en:Younger Dryas impact hypothesis）から8500B.P.（B.P.は、Before Presentの略で、1950年を基点として何年前かを表す。）とされる時期に北米を中心に現われた、独特な樋状剥離が施された尖頭器を特徴とするアメリカ先住民の石器文化である。編年上は、古インディアン期（w:Paleo-Indians、ないし石期Lithic）に属し、指標となる尖頭器が、1930年代にニューメキシコ州東部のリャノ・エスタカード（Llano Estacado）地方の町クローヴィス近郊のブラックウォーター・ドロウ（Black Water Draw）Ⅰ遺跡でマンモスの骨に共伴して発見されたことに由来する。クローヴィスの尖頭器は、テネシー州、ケンタッキー州などミシシッピ川中流域に集中するものの合衆国全域とメキシコでもかなり用いられており、アメリカ大陸全体に分布している。
クローヴィスの尖頭器は、一般的には、長さ7〜12cmで、特徴的な樋状の剥離は、基部から1/4〜1/2の長さに及んでいる。一方、基部が末広がりの魚尾形のものや、4cm程度の小型のものや、地域差もみられる。ブラックウォーター・ドロウ遺跡からはマンモスのほかに、ラクダ、馬、バイソンなどが確認され、スクレーパー、石刃、たたき石、剥片石器も出土している。アリゾナ州のレイナー(Lehner)遺跡では、9頭のマンモスの骨をはじめ、ウマ、バク、バイソンの骨が発見され、コロラド州のデント（Dent）遺跡でもマンモスの骨に伴ってクローヴィスの尖頭器が出土している。これらの遺跡はいわゆる獲物を殺して解体し、毛皮や肉をとったりしたキルサイトと言われるものである。アリゾナ州のマレー・スプリングス遺跡では、尖頭器や2頭のマンモスやオオカミ、そのほか他の遺跡で発見されたものと同様な動物骨のほかに、12000点の剥片や両面調整の石器やマンモスの骨に穿孔を施した骨角器が発見された。一方で、ワパナケット8遺跡のようにのみや彫刻刀のように用いられたグレーバーやナイフ形石器、スクレーパー、剥片石器とともにおびただしい尖頭器が発見され、動物骨はまったく見られない前述のキルサイトとは異なる様相の遺跡もあり、住居跡であったと考えられている。クローヴィス人は、一般的に新世界の最初の人間の居住者と見なされていて、北アメリカと南アメリカの全ての先住民文化の祖先であると言われている。しかしこの視点には、最近、チリのモンテベルデ(w:Monte Verde)などもっと年代が古いと主張される様々な考古学的発見により異論が唱えられている。

## 発見
1929年、19歳のジェームス・リッジレイ・ホワイトマンは、ニューメキシコ東部のブラックウォーター・ドロウ(Blackwater Draw)で、クローヴィス人の遺跡を発見した。これらの初期の発見をよそに、最初に証拠として受け入られたのは、1932年のクローヴィスにおいて、フィラデルフィア自然科学アカデミー/ペンシルベニア大学のエドガー・ビリングス・ハワードの指示によって発掘された尖頭器であった。ハワードの調査班は、8月にニューメキシコ州のバーネット洞窟の発掘(実際これが初めてのクローヴィス遺跡の研究者による発掘だった)を止めて、ホワイトマンを訪ね、彼の見つけたブラックウォーター・ドロウ遺跡に向かった。11月、ハワードはホワイトマンによる追加の発見を詳細に研究するためにブラックウォーター・ドロウに戻ったという。
バーネット洞窟の発掘のレポートが早いかもしれないが、クローヴィス遺跡の最初の研究家によるレポートは1932年11月25日のブラックウォーター・ドロウ遺跡のそれだと考えられている。何名かの研究家によると、コロラド州のデント(Dent)遺跡が最初のクローヴィス遺跡の発掘という反対意見もある。